# 大江忠成
大江 忠成（おおえ の ただしげ）は、鎌倉時代前期の武将。鎌倉幕府の評定衆。大江広元の五男。別名海東忠成（かいとう ただしげ）。

## 生涯
広元から尾張国海東郡を与えられ、海東を名乗る。尾張国の熱田神宮大宮司の養子に入り、承元2年（1208年）大宮司となった。承久2年（1220年）熱田神宮の大宮司職を辞したが、承久3年（1221年）嫡男の忠茂が幕府の影響力を背景に大宮司となった。
1245年（寛元3年）、鎌倉幕府の評定衆となり、鎌倉幕府の政務に携わった。しかし、1247年（宝治元年）の宝治合戦で、兄の毛利季光が三浦氏側に味方して敗死したため、それに連座して評定衆を罷免された。
1265年（文永2年）、京都において死去。